# Alexander Hacke
Alexander Hacke [ˌalɛˈksandɐ ˈhakə], né le 11 octobre 1965 à Berlin-Neukölln, est un guitariste, bassiste, auteur-compositeur-interprète, producteur de musique et acteur allemand. Il est surtout connu pour être le guitariste (1980-1994) et le bassiste (depuis 1994) du groupe industriel Einstürzende Neubauten. Dans les années 1980, son nom de scène était Alexander von Borsig.
Il a sorti deux albums solo et il a collaboré avec de nombreux autres artistes, y compris The Tiger Lillies, Danielle de Picciotto, Crime and the City Solution, Gianna Nannini, Gry, Miranda Sex Garden, Terranova, Sprung aus den Wolken, Wovenhand, Mona Mur, Die Ichs, Schlaflose Nächte et Fred Alpi.

## Vie privée
Dans les années 1980, il a eu une liaison avec Christiane Felscherinow. Ensemble, ils créent Sentimentale Jugend et se produisent au festival Genialer Dilletanten.
Routard depuis longtemps, Alexander Hacke a revendu en 2010 sa maison à Berlin-Wedding et la majorité de ses possessions pour vivre une vie de nomade minimaliste avec sa compagne Danielle de Piciotto[réf. nécessaire].

## Discographie

### Musicien

#### Solo
- 1980 : Das Leben ist schön
- 1981 : Borsig-Werke
- 1982 : Hiroshima
- 1992 : Filmarbeiten
- 2005 : Sanctuary (album)
- 2009 : Doomed (EP)

#### Collaborations
La discographie des groupes Einstürzende Neubauten et Crime and the City Solution, dont Alexander Hacke est membre, n'est pas listée ici.
- 1982 : Christiane F. : Wunderbar
- 1982 : Mona Mur und die Mieter : Jeszcze Polska
- 1994 : Jever Mountain Boys : Bury the Bottle with Me
- 1994 : Gianna Nannini : Dispetto
- 1994 : Christoph Dreher : Sweat
- 1998 : Meret Becker : Nachtmahr
- 1999 : Terranova : Close the Door
- 2001 : Fieber – Tagebuch eines Aussätzigen, poèmes de Klaus Kinski récités par Ben Becker, musique d'Alexander Hacke
- 2005 : Martin Dean : The Best of Martin Dean
- 2008 : The Ship of Fools avec Danielle de Picciotto (également disponible en DVD)
- 2010 : Hitman's Heel avec Danielle de Picciotto
- 2014 : Ministry of Wolves avec Mick Harvey, Danielle de Picciotto, Paul Wallfisch
- 2018 : Risha avec David Eugene Edwards

### Producteur
- 1995 : Blind : Live Saver
- 1995 : Miranda Sex Garden : Fairytales About Slavery
- 1998 : Meret Becker : Nachtmahr
- 2002 : Fred Alpi : Les chiens mangent les chiens

## Vidéographie
La vidéographie du groupe Einstürzende Neubauten, dont Alexander Hacke est membre, n'est pas listée ici.
- 2006 : Mountains Of Madness avec The Tiger Lillies et Danielle de Picciotto
- 2008 : Ship Of Fools avec Danielle de Picciotto (également disponible en CD)
- 2010 : How Long is Now avec Danielle de Picciotto

## Filmographie
La filmographie du groupe Einstürzende Neubauten, dont Alexander Hacke est membre, n'est pas listée ici.

### Acteur
- 1983 : Decoder de Muscha
- 1992 : Vaterland d'Uli M Schueppel
- 1999 : Jacks Baby de Jan Josef Liefers
- 2001 : Planet Alex de Uli M Schueppel
- 2005 : Crossing the Bridge - The Sound of Istanbul de Fatih Akın (documentaire)
- 2009 : Elektrokohle - Von Wegen de Uli M Schueppel
- 2014 : Miss Sixty de Siegrid Hoerner

### Musiques de films
- 1988 : Nihil, oder alle Zeit der Welt d'Uli M Schueppel
- 1992 : Die Terroristen de Philip Gröning
- 1993 : Vaterland d'Uli M Schueppel, en collaboration avec Mick Harvey : sept titres
- 1993 : Prinz in Hölleland de Michael Stock
- 1994 : Dens – Die eigentlich nicht sind de Carsten Lippstock
- 1994 : Das Loch de Matthias Heise (court-métrage)
- 2004 : Head-On (Gegen die Wand) de Fatih Akın
- 2005 : Crossing the Bridge - The Sound of Istanbul de Fatih Akın (documentaire)
- 2006 : Monks – The Transatlantic Feedback de Dietmar Post et Lucía Palacios (documentaire)
- 2007 : Das wilde Leben d'Achim Bornhak
- 2007 : Fuori dalle corde de Fulvio Bernasconi
- 2009 : Elektrokohle - Von Wegen d'Uli M Schueppel
- 2009 : In Berlin de Michael Ballhaus et Ciro Cappellary (documentaire)
- 2009 : Hinter Kaifeck d'Esther Gronenborn
- 2009 : Last Cowboy Standing de Zaida Bergroth
- 2010 : Empire Me - Der Staat bin Ich! de Paul Poet
- 2011 : Lollipop Monster de Ziska Riemann
- 2011 : Generation P. de Victor Ginzberg (documentaire)
- 2012 : Polluting Paradise (Müll Im Garten Eden) de Fatih Akın
- 2014 : The Cut de Fatih Akın